# Carl Axel Yllner
Carl Axel Timoteus Yllner, född 27 augusti 1891 i Höja socken, död 12 april 1977 i Lund, var en svensk läkare och ämbetsman.
Carl Axel Yllner var son till kontraktsprosten Axel Rudolf Yllner och Ida Karolina Trägårdh. Han avlade studentexamen i Karlskrona 1908, filosofie kandidat vid Lunds universitet 1910 och filosofie licentiat vid Stockholms högskola 1912 men studerade därefter medicin vid Karolinska Institutet och blev medicine kandidat 1915, medicine licentiat 1920 och medicine doktor 1924. Yllner var provinsialläkare i Jörns distrikt 1920–1928 och i Tingsryds distrikt 1928–1935, blev förste provinsialläkare i Kronobergs län 1935, laborator och överlärare vid Statens institut för folkhälsan 1938, bostadsinspektör i Stockholm 1941 samt förste provinsialläkare i Stockholms län 1942. Åren 1950–1954 var han medicinalråd och chef för medicinalbyrån. Yllner, som 1948–1950 var ordförande i apotekarbefordringsnämnden, publicerade arbeten om rättskemiska ämnen, yrkeshygien, vattenrening, belysningsfrågor med mera.